# Погронски Русков
Погронски Русков (словац. Pohronský Ruskov) — село, громада округу Левіце, Нітранський край. Кадастрова площа громади — 9.11 км². Протікає річка Нириця.
Населення 1214 осіб (станом на 31 грудня 2018 року).

## Історія
Погронски Русков згадується 1269 року.

## Населення
| Рік:            | 1994. | 2004.   | 2014.   | 2024.   |
| --------------- | ----- | ------- | ------- | ------- |
| Кількість осіб: | 1384  | 1258    | 1286    | 1170    |
| Різниця:        |       | -9,10 % | +2,22 % | -9,02 % |

| Рік:            | 2023. | 2024.   |
| --------------- | ----- | ------- |
| Кількість осіб: | 1185  | 1170    |
| Різниця:        |       | -1,26 % |